# La Perla (canción)
«La Perla» (en inglés: The Pearl) es el tercer sencillo de la banda de rap Calle 13, sacado de su tercer álbum de estudio Los de Atrás Vienen Conmigo, lanzado el 9 de abril de 2009 por Sony BMG. Cuenta con el cantante de salsa panameño Rubén Blades y el grupo de samba La Chilinga. Calle 13 y Rubén Blades interpretaron la canción en los Latin Grammy Awards de 2009.

## Posicionamiento
| Listas (2009)                    | Posición |
| -------------------------------- | -------- |
| U.S. Billboard Latin Pop Airplay | 39       |